# Phantasis stupida
Phantasis stupida är en skalbaggsart som beskrevs av Hermann Julius Kolbe 1894. Phantasis stupida ingår i släktet Phantasis och familjen långhorningar. Inga underarter finns listade i Catalogue of Life.